# شريف شريفوف
شريف نايدهاجافوفيتش شريفوف (بالروسية: Шариф Наидгаджавович Шарифов ، أذربيجان: Шәриф Шәрифов ؛ ولد في 11 نوفمبر 1988 في جونوخ ، مقاطعة شارودينسكي، داغستان) هو مصارع روسي أذربيجاني من أصل أفاراني. احتل شريفوف المركز الأول في بطولة العالم وفاز بالميدالية البرونزية في بطولة أوروبا. في دورة الألعاب الأولمبية الصيفية 2012، فاز شريفوف بميدالية ذهبية في سباق 84 كغم بعد فوزه على بورتوريكو خايمي إسبينال.
حصل على ميدالية برونزية في دورة الألعاب الأولمبية الصيفية 2016، حيث تغلب على بي شنغ فينغ وزبيغنيو بارانوفسكي قبل أن يخسر أمام عبد الرشيد سادولييف. وفاز شريفوف بالميدالية البرونزية بعد فوزه على بيدرو سيبايوس في الإعادة.
تُوّج شريف شريفوف، تقديرًا لخدماته في الرياضة الأذربيجانية، بوسام "شهرة" بموجب مرسوم رئيس أذربيجان إلهام علييف بتاريخ 31 أغسطس 2012، وبميدالية "التقدم" بموجب مرسوم آخر بتاريخ 22 أغسطس 2016.